# Flemming Rolighed
Flemming Rolighed er en dansk billedkunstner. Han arbejder primært med homoseksuel kunst baseret på hans egen identitet.
Han er uddannet på Det Jyske Kunstakademi. Flemming rolighed er medlem af Billedkunstnernes Forbund, BKF.

## Udstillinger

### Udvalgte soloudstillinger
- 2011: The Public 2. part, 100% virtual exhibition, Facebook.
- 2010: The Public, 100% virtual exhibition, Facebook.
- 2009: A Campaign: The Digital Sixpack (Sexpack).
- 2008: The Hole, Kunstpakhuset, Ikast.

### Udvalgte gruppeudstillinger
- 2014: Art & Merchandising, Das Kunstbüro, Aarhus.
- 2011: Nuet, Curator and exhibition, Gallery Kyhl, Aarhus.
- 2010: Interferens, Ceres, Aarhus.
- 2010. The last Supper, Gallery Kyhl, Aarhus.
- 2010: Scener, Gallery Kyhl, Aarhus.
- 2008: DCK#08, Den censurerede kunstudstilling, Odense.
- 2008: DJK Afgangsudstilling, Aarhus Centre for contemporary art, Aarhus.
- 2007: Machine Raum, Vejle Artmuseum.
- 2007: Manifest07, Aarhus Centre for contemporary art, Aarhus.
- 2007: Roskilde Dyrskue, Roskilde.
- 2007: Spring07, Aarhus Centre for contemporary art, Aarhus.
- 2006: Alt_cph, The Alternative Art Fair, Fabrikken for kunst og design, Copenhagen.
- 2006: KP (Kunstnernes Påskeudstilling), Aarhus Centre for contemporary art, Aarhus.
- 2005: KE (Kunstnernes Efterårsudstilling), Den Fri, Copenhagen.
- 2005: Koh-I-noor, UDEN TITEL, Copenhagen.
- 2005: Gallery Artboks: UDEN TITEL, Aarhus.
- 2005: Randers Artmuseum (Pro-Art project), Randers.
- 2005: Koh-I-noor, Copenhagen.
- 2004: Sydbank, soloexhibition, Banegårdspladsen, Aarhus.
- 2004: Gallery Artboks, soloexhibition, Aarhus.
- 2004: Gallery Kirkhoff, Copenhagen.
- 2004: Charlottenborg Springexhibition, Copenhagen.